# سپاه بیت‌المقدس کردستان

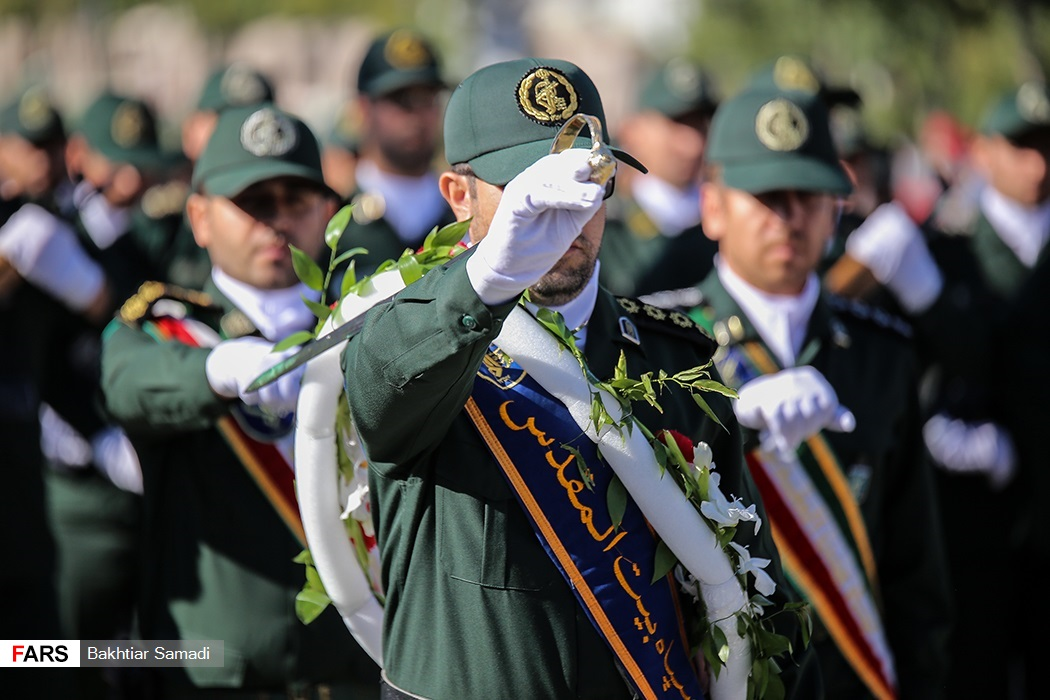
رژه نیروهای سپاه بیت‌المقدس کردستان به مناسبت سالگرد جنگ ایران و عراق در سال ۱۳۹۸، سنندج

سپاه بیت‌المقدس کردستان یگان نظامی-امنیتی و از سپاه‌های استانی زیرمجموعه سپاه پاسداران انقلاب اسلامی است، که ستاد فرماندهی آن در شهر سنندج مستقر می‌باشد و وظیفه فرماندهی و کنترل کلیه یگان‌های سپاه و بسیج مستقر در استان کردستان را برعهده دارد.
پیشینه شکل‌گیری این یگان به سال ۱۳۶۲ و تشکیل تیپ ۶۶۲ بیت‌المقدس در خلال جنگ ایران و عراق بازمی‌گردد. سپاه بیت‌المقدس کردستان در سال ۱۳۸۷ در پی اجرای طرح تغییرات ساختاری سپاه پاسداران و ادغام یگان‌های نیروی زمینی سپاه و بسیج، سپس تشکیل سپاه‌های استانی، تأسیس شد. 
مهم‌ترین یگان‌های زیرمجموعه این سپاه، لشکر ۲۲ بیت‌المقدس از نیروی زمینی سپاه و ۱۰ سپاه ناحیه‌ای (نواحی بسیج شهرستان‌ها) همچون سپاه سنندج، سپاه سقز، سپاه مریوان و سپاه بانه می‌باشند. در حال حاضر سرتیپ‌دوم پاسدار جمشید رضایی فرماندهی سپاه بیت‌المقدس کردستان را برعهده دارد.